# Ciriaco Rocci
Ciriaco Rocci (* 8. August 1582 in Rom; † 25. September 1651 ebendort) war ein italienischer Erzbischof und Kardinal.

## Biografie
Als Sohn von Bernardino Rocci und Clarice Arrigoni war er Mitglied einer cremonischen Adelsfamilie und Neffe von Kardinal Pompeo Arrigoni.
Er studierte Literatur und trat 1606, während des Pontifikats von Papst Paul V., als Abbreviator des parco maggiore in die römische Kurie ein. Im Jahr 1620 wurde er Gouverneur von Viterbo und von 1624 bis 1628 war er Vizelegat in Ferrara.
Am 29. Mai 1628 wurde er zum Titularerzbischof von Patras ernannt. Von 1628 bis 1630 war er päpstlicher Nuntius in der Schweiz, danach von 1630 bis 1634 am Kaiserhof in Wien.
Im Konsistorium vom 19. November 1629 ernannte ihn Papst Urban VIII. zum Kardinal in pectore, dies wurde am 28. November 1633 veröffentlicht. Am 31. Mai 1635 kehrte er nach Rom zurück und am 13. August desselben Jahres erhielt die Titelkirche San Salvatore in Lauro. Von 1637 bis 1640 war er Legat von Ferrara, wo er unter dem Pseudonym Minchius Maximus die Abhandlung Erotica Dottrina schrieb.
Rocci nahm am Konklave 1644 teil, welches Papst Innozenz X. wählte.
Er starb in Rom und wurde in der Kirche Santa Maria in Monserrato im Familiengrab beigesetzt.